# Servet Tazegül
Servet Tazegül (* 26. září 1988 Norimberk) je turecký taekwondista azerské národnosti narozený v Německu. Na olympijských hrách v Londýně roku 2012 získal zlatou medaili v kategorii do 68 kg (pérová váha). Ve stejné kategorii bral bronz již na olympiádě v Pekingu roku 2008. Je též dvojnásobným mistrem světa (2011, 2015) a pětinásobným mistrem Evropy (2008, 2010, 2012, 2014, 2016). V Mersinu po něm byla pojmenována sportovní hala pro 7500 diváků.